# Завидия, Андрей Фёдорович
Андре́й Фёдорович Зави́дия (3 ноября 1952, Калининград, РСФСР, СССР — 13 марта 2022, Москва, Россия) — российский политик, председатель общероссийского движения «Союз XXI века».

## Биография
Родился в 1952 году в Калининграде. Отец — украинец, мать — белоруска. Воспитывался в школе-интернате г. Гусева Калининградской области.
В 1978 году окончил Университет марксизма-ленинизма, в 1980 году заочно окончил Ленинградский институт советской торговли имени Фридриха Энгельса.
Работал руководителем отдела и главным инженером в различных учреждениях. С 1988 года занимался кооперативной деятельностью: сначала занимался торговлей цветами, затем торговал овощами и фруктами. После запрещения Советом Министров СССР торгово-закупочной деятельности, занялся ремонтом вычислительной техники, на чём заработал свой первый миллион.
Принимал участие в выборах президента РСФСР 12 июня 1991 года, был кандидатом в вице-президенты РСФСР при президентской кандидатуре Владимира Жириновского.
Возглавлял организацию «Выборы-92», подразумевавшую переизбрание президента России, на пост которого претендовал сам Завидия. В случае победы, собирался опираться на аппарат КГБ, милицию и ВПК. Заявил, что в этом случае, первым же указом введёт в стране ЧП.
В августе 1991 года создал МП «Завидия», основной вид деятельности которой торговые операции и посреднические услуги. Позже, возглавляемая им фирма «Завидия» учредила концерн «Галанд», координировавший деятельность порядка 600 независимых предприятий по всей стране, занимавшихся производством сельскохозяйственной продукции, поставкой компьютеров и другими видами деятельности.
С сентября 1991 по июнь 1992 года был спонсором и соучредителем газеты «Советская Россия», руководил профорганизацией газеты. Высказывал намерение купить 51 % акций «Советской России» и сделать её своим печатным органом.
Был долгое время соучредителем и спонсором газеты «День», в августе 1993 года вышел из числа учредителей, что повлекло перерегистрацию газеты. Летом 1992 года участвовал в XXIX съезде КПСС Сергея Скворцова (КПСС-2), избран членом ЦК. В марте 1993 года участвовал в XXIX же съезде КПСС, но Олега Шенина и Алексея Пригарина (СКП-КПСС). Там его предлагали в Совет партии, но избран он не был.
В декабре 1992 года выставил свою кандидатуру на пост мэра Москвы (выборы не состоялись).
На президентских выборах 2004 года был доверенным лицом кандидата в президенты Ивана Рыбкина.
В 2012 году входил в оргкомитет партии «Евразийское Единство».
Последние годы вёл затворнический образ жизни.